# Bridzs (kártyajáték)

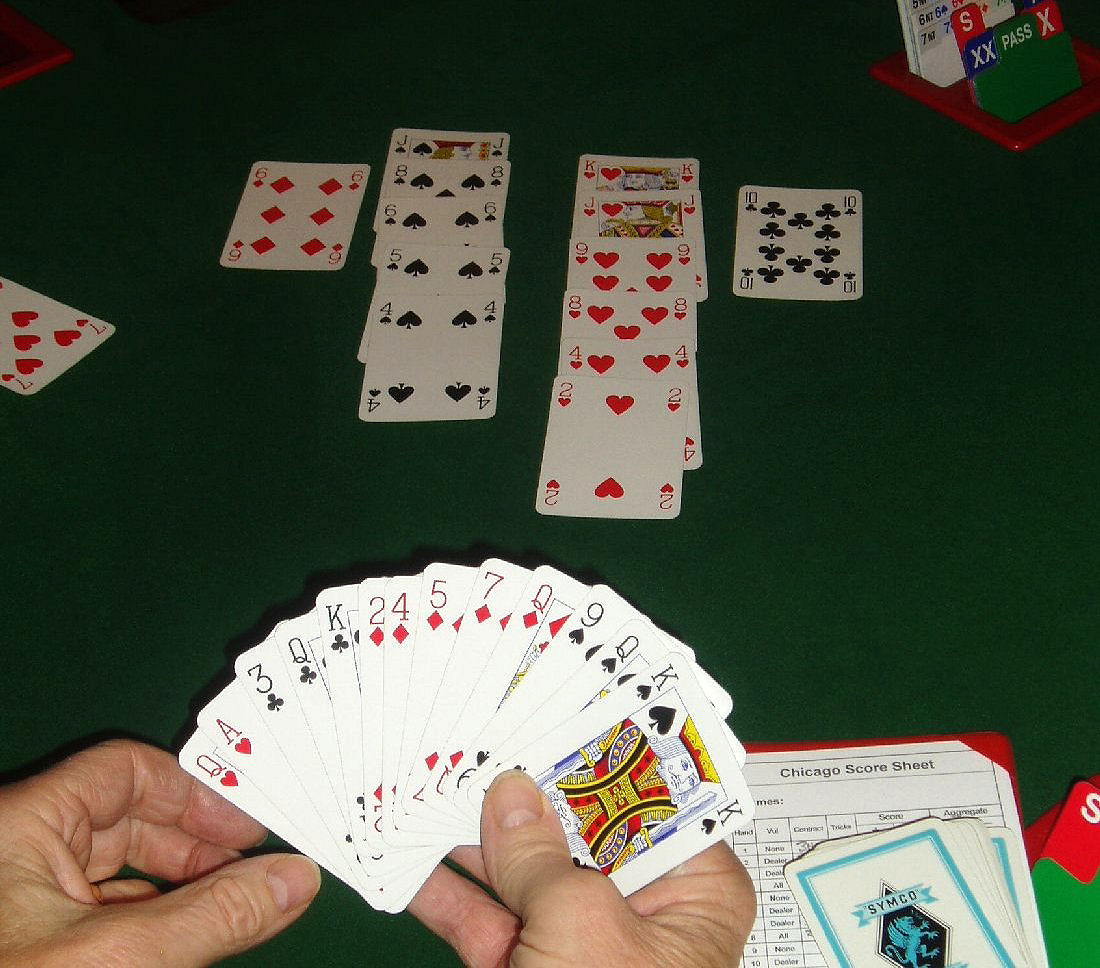
A felvevő játékos ("kéz") kezében lévő lapok, vele szemben partnere, az "asztal" minden játékos által látható, leterített lapjai. (Balra a kőr hetes az ellenfél induló lapja)

A bridzs (angolul bridge) egy kártyajáték, amelyet több tízmillióan játszanak világszerte rendszeresen, akiknek jó része bajnokságokon és versenyeken is részt vesz. A bridzs ugyanis egyike azon kevés kártyajátéknak, amelyet versenyszerűen is lehet űzni (a legismertebbek a bridzs mellett még a póker és az ulti). 1999-ben a NOB olimpiai sportnak minősítette és 2002-ben bemutató játékot rendeztek a téli olimpián. A mai bridzs bő 90 éves történelemre tekinthet vissza, bár előzményei több száz évesek. Világszerte több ezer bridzskönyv jelent meg az idők folyamán, magyarul is számos szabálykönyv létezik, mind a nemzetközi művek fordításaival, mind magyar szerzők műveivel találkozhatunk.

## Története és fejlődése
A bridzs a whist kártyajátékból alakult ki a 20. század elején. A bridzs (bridge) szó vélhetőleg az orosz birics szóból származik. A whist története egészen a 17. századig nyúlik vissza, ekkoriban Angliában már játszották, noha vélhetőleg Oroszországból származik. Az első whist-könyv 1742-ben jelent meg, az első versenyt pedig 1857-ben tartották Londonban. Ekkoriban már világszerte elterjedt a játék.
1925-ben Harold S. Vanderbilt amerikai multimilliomos kidolgozta az ún. „contract bridge” szabályait, amely az akkoriban már elterjedt bridzsen alapult. A játéknak ez a verziója gyorsan elterjedt világszerte és hamarosan teljesen egyeduralkodóvá vált. 1929-ben megjelent az első bridzs újság, a Bridge World.
A bridzs szabályai kis mértékben bár, de időnként azóta is változnak. Ezek a szabálymódosítások elsősorban a pontozást, illetve a versenyek lebonyolítási rendjét érintik.

## Szabályai
A bridzset négy játékos játssza egy pakli francia kártyával, dzsókerek nélkül. A két-két szemben ülő játékos alkot egy-egy párt, a két pár egymás ellen küzd. A játék célja minél több ütés elvállalása és megszerzése. Egy ütés úgy keletkezik, hogy valaki hív egy tetszőleges lapot, a többieknek pedig sorban (az óra járásával egyező sorrendben) ugyanilyen színű lapot kell tenni (akinek van). Aki a legmagasabb ugyanolyan színű lapot teszi, az viszi el az ütést.
Ha valaki nem tud a hívott lappal azonos színűt tenni, akkor tetszőleges lapot tehet. Hogy ezzel mit érhet el, az attól függ, hogy milyen fajta játékot játszanak. Két fajta van:
- Adu nélküli játék: ekkor csak a hívott lappal megegyező színű lappal lehet ütni, ha valaki egyéb színt kénytelen tenni egy hívásba, akkor azzal nem szerezhet ütést.
- Játék aduszínnel. A játszma elején a játékosok (később kiderül, hogyan) megállapodnak egy színben, ami erősebb a többinél. Ezt nevezik adunak, és ennek a színnek a legkisebb lapja is erősebb, mint a többi színből bármelyik. Ha valaki hív egy színt, és az neked (már) nincs, akkor megütheted a hívást úgy is, hogy adut teszel bele. Ha többen tesznek adut, akkor az viszi az ütést, aki a magasabbat tette.

Aki ütött, annak kell hívnia a következő ütéshez, és ez így megy, amíg el nem fogynak a lapok.
A játék menete:
Mint az kiszámolható, összesen 13 ütés van egy játszmában. Szó volt az előbb arról, hogy a játékosok megállapodnak egy aduszínben. Ez a megállapodás valójában egy árverés (licit) eredménye: aki több ütés megszerzését vállalja, az mondhatja meg, hogy mi legyen az adu (vagy hogy ne legyen). A vállalást természetesen a partnerrel együtt kell teljesíteni, tehát a két játékos ütései összeadódnak. Nem lenne nagy teljesítmény az ütések felénél kevesebbet vállalni, ezért a játékosok csak a haton felül vállalt ütésekre licitálhatnak, és csak erre kapnak pontokat (ha teljesítik a vállalást). A licitet az osztó kezdi. Egy licit az alábbiakból áll: a (6-on felül) vállalt ütésszám és az aduszín (vagy adu nélküli játék) megnevezése, ami mellett a játékos a fenti ütésszámot elvállalja. Ha nem akar hét vagy több ütést elvállalni, akkor passzol. Ezután a soron következő játékos licitálhat, ha több ütést vállal, mint az előző. Ha nem, akkor passzol. Akkor ér véget a licit, ha hárman egymás után passzolnak (kivéve a legelején, ahol a negyedik helyen ülő játékos persze licitálhat).
Ha a licit véget ér, akkor megnézik, hogy a vállaló játékosok közül ki mondta először azt a színt, ami végül az adu lett. Ő lesz a „felvevő”, míg partnere az adott játszmában nem fog játszani („asztal” lesz). A másik két játékost ellenjátékosoknak nevezik. A felvevő után következő játékosnak kell először hívni. Ez után a felvevő partnere az összes lapját leteríti az asztalra, hogy a másik három játékos láthassa (ezért „asztal”). Ő ebben a játszmában gyakorlatilag nem játszik, azt fogja tenni, amit a partnere (a felvevő) kér. Ezután a fent leírt módon lemegy a 13 ütés (gyakorlatilag tehát egyetlen szabály van: a hívott színnel azonos színű lapot kell tenni, ha van – úgy mondják, hogy színre színt kell tenni). Ha a felvevő legalább annyit ütött, mint amennyit vállalt, akkor ők kapnak pontokat a teljesített ütésszámmal arányosan, ha pedig kevesebbet üt, akkor az ellenfelek kapnak pontokat azzal arányban, hogy hány ütés hiányzott a teljesítéshez.

### Licitálás
Mint mondtuk, az osztó kezdi a licitet, majd sorban a többi játékos következik, ugyanúgy, mint a lejátszásnál. A következő bemondások léteznek:
- vállalás: a haton felüli ütésszám és a hozzá tartozó aduszín vagy adu nélküli (szanzadu, vagy rövidebben szan) játék megjelölésével
- passz: nem kívánja túllicitálni az aktuális legmagasabb bemondást
- kontra: kétkedést fejez ki a vállalás sikerét illetően: egyben megnöveli a parti pontozását (több pont jár a teljesítésért, de bukás esetén is jóval többet kap az ellenfél). Természetesen a vállaló partnere nem kontrázhat, csak az ellenfelek
- rekontra: hasonló módon tovább drágítja a játékot, ezt persze csak a vállaló, vagy a partnere licitálhatja

Bizonyos esetekben azonos számú ütés vállalásával is túl lehet licitálni az előző bemondásokat. Ehhez meg kell ismerkednünk a színek rangsorával (melynek csak a licit (és a pontozás) során van jelentősége, lejátszás közben nincs). A legértékesebb az adu nélküli (szan) játék, majd sorban a pikk, kőr, káró következik, leggyengébb pedig a treff. Magasabb rangú aduszín mellett vállalt játékkal azonos magasságon is rá lehet licitálni az előző bemondásra. Tehát például 1 treffre lehet 1 kárót licitálni, arra lehet 1 kőrt, 1 pikket, erre is lehet még 1 szant, de erre már csak 2 treffet lehet mondani stb. A bemondások lehetséges sorrendje tehát:
1 treff, 1 káró, 1 kőr, 1 pikk, 1 szan, 2treff, 2káró, 2 kőr, 2 pikk, 2 szan, 3 treff, …, 6 szan, 7 treff, 7káró, 7 kőr, 7 pikk, 7 szan.
Ha valaki megkezdte a licitet, akkor az úgy ér véget, hogy hárman egymás után passzolnak (azaz azt a játékot kell lejátszani, ami "mindenkinek tetszik"). A licit folytonosságát tehát a kontra vagy rekontra is fenntartja. Nem licitálhatjuk tehát felül saját bemondásunkat, ha mindenki lepasszolta (mint az ultiban).
Az érdekesség a licitben az, hogy a partnerrel együtt vállalunk ütéseket és választunk aduszínt, pedig nem ismerjük a lapját, arra csak a vállalásaiból tudunk következtetni.
A bridzs pontszámítása ösztönöz a magasabb vállalásokra, de vigyázni kell, hogy ne vállaljunk többet, mint amennyit ütni tudunk, mert akkor az ellenfél kap pontot. Az optimális vállalás megválasztása így sokszor nem egyszerű, több-kevesebb megállapodás célszerű a partnerek között, hogy milyen lapokkal mit licitálnak.

### Pontszámítás
A pontozás alapját az ún. ütésértékpontok képezik, amelyeket a vállalt és teljesített ütésekért kapunk:
- treff vagy káró adunál ütésenként 20 pontot
- kőr vagy pikk adunál ütésenként 30 pontot
- adu nélküli (szan) játékban az első ütésért 40-et, a többi 30 pontot

Tetemesebbek azonban a jutalompontok, amelyeket akkor kaphatunk meg, ha el is vállalunk bizonyos mennyiségű ütést.
A gémjutalom akkor jár, ha vállalásunk (a fenti pontokban) eléri a 100 pontot. Értéke 3-500 pont. Gém elég gyakran teljesíthető, így a bridzs (és a licit) fő célja a gémjutalmak begyűjtése.
Még több jutalompont ( pont) szerezhető 12 vagy 13 ütés elvállalásával és teljesítésével (szlemjutalom), ez azonban ritkábban fordul elő.
Ha a vállalás nem teljesül, akkor az ellenfél kap pontot a bukásokért (azaz azzal arányban, ahánnyal kevesebbet ütöttünk a vállaltnál). Ez 50-100 pont darabonként, de ha kontráztak, akkor lényegesen több is lehet (az első bukás a duplája, a továbbiak még drágábbak), azaz nem árt némi óvatosság is a licitben, mert kontrázott bukással rengeteg pont veszíthető.

### Példa licit
| Észak | Kelet  | Dél   | Nyugat |
| Passz | 1 Káró | Passz | 1 Kőr  |
| Passz | 1 Pikk | Passz | 1 Szan |
| Passz | 2 szan | Passz | 3 Szan |
| Passz | Passz  | Passz |        |

A licitet Észak kezdte, ő volt ugyanis az osztó.
- Passz: Ez a licit megállapodás szerint tagad bizonyos laperőt és laptípusokat. A további passzok minden játékos részéről belenyugvást, illetve érdektelenséget jelentenek.
- 1 káró: Legalább 3 káró lapot ígér és legalább bizonyos laperőt (ezt hívják induló erőnek). Az 1 káró 6+1=7 ütés vállalását jelenti.
- 1 kőr: Legalább 4-es kőrt ígér és szintén bizonyos laperőt (kisebbet, mint az 1 káró a partnertől).
- 1 pikk: 4-es pikket ígér.
- 1 szan: Nincs 4-es pikk, egyenletes elosztású lap, tagadja a lényeges többleterőt az előzőleg ígért licitjéhez képest.
- 2 szan: Invitálás 3 szanra. A 3 szan már gém, így felvételéért és teljesítéséért plusz pont jár. Ha a partner nem minimális az általa ígért zónán belül, akkor mondja be a 3 szant, ha minimális, akkor passzoljon.
- 3 szan: Gém felvétel vállalása, legalább 9 ütés megszerzését vállalták el adu nélküli játékban. Ha a felvétel teljesül (legalább 9 ütést szerez a felvevő vonal), akkor megkapják a gémjutalmat is.

A felvétel 3 szanzadu, a felvevő pedig Nyugat lett és Észak fog indulni (ő játssza majd ki az első lapot).

## Lejátszás
A licitálás folyamán meghatározták a felvevőt, az aduszínt és a vállalt ütések számát. A felvevő az lesz, aki a felvételt vállaló párból előbb mondta a végső aduszínt (vagy a szanzadut). A felvevőtől balra ülő játékos az induló, ő választhatja ki lapjai közül az indító kijátszást. Ezután a felvevő partnere leteríti lapjait úgy, hogy mindenki láthassa; neki a felvétel folyamán további szerepe nem lesz, mivel helyette is a felvevő játszik.
A lejátszásról is számtalan könyvet írtak. Külön könyvek foglalkoznak az indító kijátszás kiválasztásával, az ellenjátékkal és a felvevőjátékkal.

## Versenysport
Alapvetően kétféle módon lehet a bridzset versenyszerűen játszani: párosversenyen vagy csapatversenyen. Az előbbi esetén párok mérkőznek egymással, ugyanazt a leosztást sok pár lejátssza egymás ellen és az azonos vonalon (Észak-Dél vagy Kelet-Nyugat) ülő párok teljesítményét hasonlítják leosztásonként össze. Csapatversenyen 2 legalább négyfős csapat mérkőzik egymás ellen, a leosztásokat két asztalon játsszák le úgy, hogy az egyik asztalnál az egyik csapat Észak-Dél vonalon ül, a másik asztalnál pedig Kelet-Nyugaton. A két asztalon elért eredményeket ezután összevetik egymással.
Minden évben rendeznek bridzs világbajnokságokat, Európa Bajnokságot, sőt 4 évente Bridzs Olimpiát is, amely csak nevében Olimpia, mert nem része a hivatalos Olimpiának. Előbbi kettőben páros- és csapatverseny is van, ez utóbbinál csak csapatverseny. Az első világbajnokságot 1937-ben rendezték meg Budapesten.

## A bridzsMagyarországon
A játéknak nagy hagyománya van Magyarországon, a második világháború előtt magas szinten űzték a játékot. 1934-ben és 1938-ban Magyarország nyerte az EB-t, 1935-ben és 1936-ban pedig második helyen végzett. A 2004. év újabb sikereket hozott: nyáron a magyar junior válogatott (Marjai Péter, Minarik Gábor, Szabó Csaba, Riesz András, Szegedi Balázs, Mráz Máté) szerzett bronzérmet a prágai Európa-bajnokságon, majd a felnőttek kerültek a legjobb nyolc közé az isztambuli Bridzs Olimpián.
A jelenlegi magyar válogatott (Dumbovich Miklós – Winkler Gábor, Szegedi Balázs – Hegedűs Gál, Lakatos Péter) a 2018-as ostend-i Európa Bajnokságon a 11. helyen végzett.
Legnagyobb jelenkori sikerét a magyar bridzssport a 2012-es Lillei Szellemi Világjátékokon (World Mind Sports Games) érte el, ahol a magyar senior bridzsválogatott (Dumbovich Miklós – Kovács Mihály, Magyar Péter – Szappanos Géza) aranyérmet szerzett.
Ma Magyarországon versenyszerűen körülbelül 1000-en játszanak bridzset. A bajnokság három régióra oszlik: budapesti, kelet-magyarországi és nyugat-magyarországi csoportra. Bajnokságot csapat- és párosverseny, illetve kupa lebonyolítási rendszerben is szerveznek. A bridzsszövetségnek van egy kéthavonta megjelenő újságja, a Bridzsélet, amely már majd 90 éves múltra tekinthet vissza, mivel először az 1930-as években jelent meg.
A magyar bridzs két legismertebb alakja Darvas Róbert és Ottlik Géza. Előbbi több könyvet írt a '30-as és '40-es években, többek között "A pakli szemével" címűt, amely a Bridzséletben is megjelent folytatásokban. Ottlik Géza pedig angolul írt egy bridzskönyvet közösen Hugh Kelsey-vel, amelyet az egyik legnehezebb és legjobb bridzskönyvnek tartanak a világon. Ezt a könyvet „Kalandos hajózás a bridzs ismeretlen vizein” címen 1999-ben magyarul is kiadták, eredeti címe „Adventures in card play” volt és 1979-ben jelent meg.

## Bridzsprogramozás
A Bridge Baron, az egyik legnevesebb bridzsprogram oldalán az alábbi szöveg olvasható: „A program több mint 42 év fejlesztés, szenvedély és az ország legnagyobb elméivel való együttműködésének eredménye.” Ebből is látszik, hogy milyen hagyományai vannak a bridzsprogramozásnak, aminek gyökerei, tulajdonképpen a modern programozás kezdetéig nyúlnak vissza.
Az első számítógépes bridzsprogram 1958-ban született meg, és egy Univac számítógépen futott az Amerikai Egyesült Államok Haditengerészetének egyik laborjában. A számítógépnek mindössze 2000 byte-os memóriája volt, így mindössze egy leosztást volt képes lejátszani. Később a technika fejlődésével, a bridzsprogramok is egyre fejlettebbek lettek, ahogy mind nagyobb és nagyobb kapacitás állt a rendelkezésükre. Szinte elterjedésükkel egy időben jelentek meg a bridzs szoftverek a Radio Shack az Apple számítógép és a Commodore számítógépekre. Az 1980-as évek elején megjelent az első kizárólag a bridzsprogramozással foglalkozó szakirodalom (Computer Bridge – Tom Throop). 1982-ben pedig kereskedelmi forgalomban is kapható volt a már korábban említett Bridge Baron játékprogram. Kezdetben ez a program és a programot forgalmazó, 1985-ben Maryland államban alapított Great Game Products, Inc. egyeduralkodó volt a piacon, és csak fokozatosan kezdtek felsorakozni az újabb és újabb, szinte megszállottként dolgozó programozói csoportok. A bridzsprogramokat mind a mai napig szinte kivétel nélkül programozással is foglalkozó bridzsezők készítik. Természetesen gyakran ők is igénybe veszik más szakemberek segítségét, de a munkálatok java részét mégis olyan programozók végzik, akik maguk is kiváló játékosok.
Az évek múlásával azonban a többi szoftver is rohamléptekkel fejlődött, és az 1980-as évek második felétől megrendezték az első, nem hivatalos bajnokságokat, ahol az egyes bridzsprogramok egymással mérték össze képességeiket. Ezek a versenyek általában kis létszámú, rövid összecsapások voltak, mindössze 3-4 résztvevővel és 12-16 leosztás erejéig.
1989–1992 között minden évben Al Levy szervezte meg a „Computer Olympiad For Thinking Games” elnevezésű versenyt, ahol az egyes szoftverek különböző logikus gondolkodást igénylő játékokban (sakk, bridzs, go) mérték össze az erejüket. Majd 1996-ban az Amerikai Kontrakt-Bridzs Liga megalapította az azóta is minden évben megrendezett, hivatalos Számítógépes Bridzs Világbajnokságot. Ezek a bajnokságok általában, mindig valamilyen rangos világversennyel együtt kerülnek megrendezésre, és az irántuk tanúsított érdeklődést mutatja az is, hogy nem egy, egész oldalas beszámoló jelent már meg ezekről a versenyekről olyan népszerű napilapokban, mint amilyen például a New York Times. Az első bajnokságon a Bridge Baron diadalmaskodott, majd őt követte a GIB, a Meadowlark Bridge és végül az elmúlt négy évben a holland Jack.
Az elmúlt évtized tapasztalataival és technikai vívmányaival a hátuk mögött, a mai bridzs programok már messze túlszárnyalják elődeiket. Azonban sok más, logikus, az emberéhez hasonló, összetett gondolkodást igénylő játékokkal ellentétben a bridzs programok mind a mai napig nem értek el arra a szintre, hogy érdemben vehessék fel a versenyt a világ legjobb játékosaival. Mindazonáltal a különböző versenyeken eredményben, már így is sok nagyon jó játékost sikerült a hátuk mögé utasítani. És a fejlődés nem állt meg…